# Morti nel 1054
| Questa pagina contiene informazioni ricavate automaticamente dalle voci biografiche con l'ausilio del template Bio e di un bot. L'aggiornamento è periodico e automatico e ricostruisce completamente la pagina. Se manca una persona in questa lista, sei pregato di non aggiungerla, ma accertati piuttosto che la sua voce biografica contenga il template Bio e che i dati anagrafici siano correttamente compilati. Se il template Bio manca, inseriscilo tu stesso o, in alternativa, metti l'avviso {{tmp\|Bio}} che ne segnala la mancanza. Se i dati riportati sono sbagliati, correggi direttamente la voce biografica; le modifiche saranno visibili in questa lista entro pochi giorni. Per chiarimenti vedi il progetto biografie. La lista contiene solo le 12 persone che sono citate nell'enciclopedia e per le quali è stato implementato correttamente il template Bio. Pagina aggiornata al 18 mar 2025. |

- 20 febbraio - Jaroslav I di Kiev, principe (n. 978)
- 23 febbraio - Giovanni Theristis, religioso e santo italiano
- 19 aprile - Papa Leone IX, papa, vescovo cattolico e santo tedesco (n. 1002)
- 19 giugno - Lamberto II di Lovanio, nobile fiammingo
- 19 luglio - Bernoldo di Utrecht, vescovo olandese
- 25 agosto - Fujiwara no Michimasa, poeta giapponese (n. 992)
- 1º settembre - García III Sánchez di Navarra, re (n. 1016)
- 24 settembre - Ermanno il Contratto, monaco cristiano, astronomo e storico tedesco (n. 1013)
- Atiśa, monaco buddhista indiano (n. 982)
- Gastone III di Béarn, nobile francese
- Pietro II, vescovo italiano
- Ugo I di Rouergue, sovrano franco